# Stefan Bellof
Stefan Bellof (Gießen, Zapadna Njemačka, 20. studenog 1957. − Spa-Francorchamps, Belgija, 1. rujna 1985.) je bio njemački vozač automobilističkih utrka. 
Godine 1980. osvojio je naslov prvaka u Njemačkoj Formuli Ford 1600, a 1981. osvaja treće mjesto u Njemačkoj Formuli 3. U Europskoj Formuli 2 je nastupao 1982. i 1983. U prvoj sezoni je za momčad Maurer Motorsport pobijedio na stazama Hockenheimring i Silverstone, te s 33 osvojena boda završio na četvrtom mjestu konačnog poretka vozača. U drugoj sezoni je osvojio devet bodova, te završio na devetom mjestu konačnog poretka vozača. Godine 1984. u bolidu Porsche 956 je osvojio naslov prvaka u World Sportscar Championship prvenstvu. Iste godine osvojio je naslov i u Deutsche Rennsport Meisterschaft prvenstvu.
U Formuli 1 je nastupao 1984. i 1985. za momčad Tyrrell. U prvoj sezoni je stigao do bodova na Velikoj nagradi Belgije i Velikoj nagradi San Marina, a na Velikoj nagradi Monaka i do postolja, no u sredini sezone Tyrrell je bio optužen po četiri točke: uzimanje dodatnog goriva tijekom utrke, uzimanje ilegalnog goriva (mješavina aromatske vode), opremanje bolida ilegalnim dovodima goriva (od spremnika vode prema sustavu za ubrizgavanje vode), te korištenje balasta koji nije bio pravilno učvršćen za bolid (olovne kuglice u spremniku vode). Momčad je vrlo brzo isključena iz prvenstva te je diskvalificirana sa svih prethodnih utrka te godine, tako da su Bellof, njegov momčadski kolega Martin Brundle, te Tyrrell, ostali bez svih osvojenih bodova. Sljedeće sezone Beloff je najbolji rezultat ostvario na Velikoj nagradi Detroita, kada je osvojio četvrto mjesto.
Dana 1. rujna 1985. Bellof je vozio utrku 1000 km Spa-Francorchampsa u World Sportscar Championship prvenstvu. U 78. krugu utrke u borbi za prvo mjesto, Bellof je prije zavoja Eau Rouge, prednjim desnim dijelom svog Porschea 956B, udario u stražnji lijevi dio bolida Jackyja Icxa. Ickxov bolid udario je u zid s desne stražnje strane, dok je Bellofov bolid udario ravno u barijeru, nakon čega je jedan dio bolida zahvatila vatra. Ickx je izašao iz svog bolida, te otišao do Bellofa, gdje je pomagao radnicima osiguranja i timu medicinske pomoći u izvlačenju Bellofa koje je trajalo 10 minuta. Nijemcu nažalost nije bilo pomoći. Zbog teških unutarnjih oštećenja, nedugo nakon što je stigao u bolnicu, bio je proglašen mrtvim.

## Vanjske poveznice
- Stefan Bellof - Driver Database
- Stefan Bellof - Stats F1
- All Results of Stefan Bellof - Racing Sports Cars